# 亞美尼亞控制的納戈爾諾-卡拉巴赫周邊地區

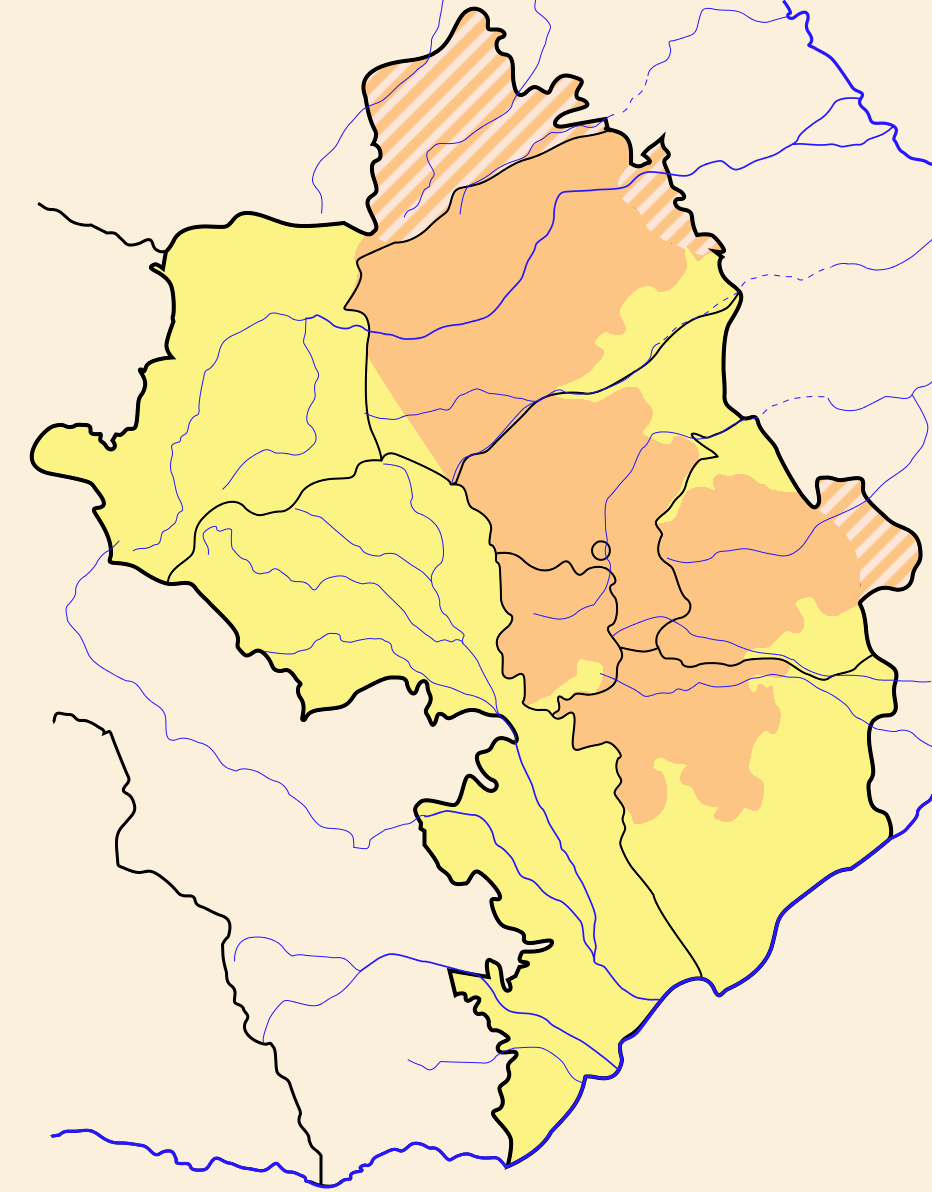
纳戈尔诺-卡拉巴赫周围由亚美尼亚控制的领土标为黄色。棕色區域為纳戈尔诺-卡拉巴赫。棕色斜線表示阿尔察赫共和国当局认为这些地区是阿尔察赫共和国的一部分，但實際上受阿塞拜疆控制。黃色區域大部分於2020年歸還亞塞拜然

亞美尼亞控制的納戈爾諾－卡拉巴赫周邊地區是阿塞拜疆法理上的領土，位于納戈爾諾-卡拉巴赫自治州周圍，自纳戈尔诺-卡拉巴赫战争结束至2020年纳戈尔诺-卡拉巴赫战争前，这些地区一直由亚美尼亚扶持的阿尔察赫共和国军队控制。阿爾察赫實際上是擁有人民、領土、政府和主權的獨立國家，甚至擁有自己的軍隊與貨幣、及自行發行護照與簽證。

## 歷史
2008年，联合国大会通过第62/243号决议，要求亚美尼亚军队从阿塞拜疆被占领土撤出。与纳戈尔诺-卡拉巴赫自治州不同，亞美尼亞控制的納戈爾諾-卡拉巴赫周邊地區的人口以阿塞拜疆人为主。

#### 2020年
2020年9月27日的早晨，二次戰爭在納哥諾卡拉巴克邊界地區接觸線展開，最終該場戰爭以亞塞拜然勝利並控制阿塞拜疆－伊朗邊境告終。
根据2020年納戈爾諾-卡拉巴赫停火協議結束后，亚美尼亚部队同意在2020年12月1日之前从这些地区撤出，将其归还給阿塞拜疆。作為交換條件，阿塞拜疆允许亚美尼亚人通過拉钦走廊往來於亚美尼亚本土和纳戈尔诺-卡拉巴赫之間。

## 另見
- 阿塞拜疆行政区划
- 阿尔察赫行政区划